# Валь-э-Шатийон
Валь-э-Шатийо́н (фр. Val-et-Châtillon) — коммуна во французском департаменте Мёрт и Мозель региона Лотарингия. Относится к  кантону Сире-сюр-Везуз.	

## География
Валь-э-Шатийон расположен в 60 км к востоку от Нанси и граничит с Петимон. Соседние коммуны: Сире-сюр-Везуз на севере, Сен-Совёр на юге, Пётимон и Парю на западе.

## Демография
Население коммуны на 2010 год составляло 656 человек.
| 1962 | 1968 | 1975 | 1982 | 1990 | 1999 | 2010 |
| ---- | ---- | ---- | ---- | ---- | ---- | ---- |
| 1396 | 1150 | 1039 | 759  | 675  | 696  | 656  |

## Достопримечательности
- Руины замка Шатийон, сооружён в 1324 году, повреждён во время Тридцатилетней войны, снесён по приказу Ришельё. Сохранилась единственная башня.
- Церковь XVIII века.

## Известные уроженцы
- Шарль Тома (фр. Charles Thomas, 1913—1944) — участник французского Сопротивления.